# Stomaphis carpini
Stomaphis carpini är en insektsart som beskrevs av Sorin 1965. Stomaphis carpini ingår i släktet Stomaphis och familjen långrörsbladlöss. Inga underarter finns listade i Catalogue of Life.